# بركان الحاجز
الحاجز هو بركان درعي نشط يقع في شمال كينيا. ومن المعروف أنه اندلع آخر مرة في عام 1921.